# 26 Геркулеса
26 Геркулеса (лат. 26 Herculis, HD 148616) — двойная звезда в созвездии Геркулеса на расстоянии приблизительно 595 световых лет (около 182 парсек) от Солнца. Видимая звёздная величина звезды — +6,875m.

## Характеристики
Первый компонент — оранжевый гигант спектрального класса K0. Масса — около 2,791 солнечных, радиус — около 13,338 солнечных, светимость — около 68,458 солнечных. Эффективная температура — около 4782 K.
Второй компонент — красный карлик спектрального класса M. Масса — около 137,44 юпитерианских (0,1312 солнечной). Удалён в среднем на 2,106 а.е..